# Új-Írország
Új-Írország (Tok Piszinül: Niu Ailan, más néven Latangai) Pápua Új-Guineához tartozó Csendes-óceáni sziget. Területe 7404 km², mellyel a világ 81. legnagyobb szigete. Új-Írország-tartomány legnagyobb szigete. A Bismarck-szigetek része.
A szigeten található Új-Írország tartomány székhelye és egyben a sziget legnépesebb települése, Kavieng. A város az északi részén helyezkedik el. Amikor német uralom alatt állt, Német Új-Guinea részeként, a neve Új-Mecklenburg (Neumecklenburg) volt.

## Földrajza
A sziget a Bismarck-szigetek része, 360 km hosszú, szélessége csak 10 és 40 km közötti, de a sziget közepe hegyvidéki, legmagasabb pontja a Taron-hegy, magassága 2379 m. Az Egyenlítőtől 2-5 fokkal délebbre fekszik.
Délnyugaton a Bismarck-tengerrel, keleten a Csendes-óceánnal határos.
A Szent György-csatorna választja el délnyugati szomszédjától, Új-Britanniától.

## Történelme
1616-ban kettő holland hajós, Jacob Le Maire és Willem Schouten volt az első európai, aki a szigetre tette a lábát.
1885-től 1914-ig Német Új-Guinea része volt Neumecklenburg néven. A németek főképp koprát termesztettek. 1914-ben ausztrál csapatok szállták meg, és Ausztrália igazgatása alatt maradt egészen 1942-ig, amikor a japánok meghódították. 1944-ben ausztrál és amerikai csapatok szabadították fel a japán uralom alól.

## Fordítás
Ez a szócikk részben vagy egészben  a   New Ireland (island) című angol Wikipédia-szócikk ezen változatának fordításán alapul.  Az eredeti cikk szerkesztőit annak laptörténete sorolja fel. Ez a jelzés csupán a megfogalmazás eredetét és a szerzői jogokat jelzi, nem szolgál a cikkben szereplő információk forrásmegjelöléseként.